# Penny (Agymenők)
Penny az amerikai CBS csatorna által bemutatott Agymenők című szituációs komédiájának egyik főszereplője. Megformálója Kaley Cuoco.

## Élete
Sheldon Cooper és Leonard Hofstadter már ott lakik a házban, amikor Penny beköltözik a szemközti lakásba. Egyszerű lány, aki Omahából, Nebraska államból költözött Los Angelesbe. Pincérnőként dolgozik a Sajttorta Gyár (Cheesecake Factory) nevű étteremben, de a vágya az, hogy  hollywoodi színésznő lehessen. Életstílusa merőben eltér szomszédai életvitelétől. Nem kiemelkedően okos, nem végzett főiskolát. Van egy (tévedésből) „leves” jelentésű kínai tetoválás a feneke jobb oldalán. (Ő azt hitte, hogy „bátorság” a jelentése.) Később egy sütiszörnyet ábrázoló kép is a bőrére kerül. Folyamatosan randizik, keresi az igazit, szereti az izmos, durva férfiakat. Végül Leonard próbálkozásai rövid időre sikerrel járnak nála, így a boldogságot is megkapja. Azonban hamarosan szakítanak, mert Penny nem akarja lekötni magát, de továbbra is barátok maradnak. Se veled-se nélküled kapcsolatuk végül házassággal végződik a 9. évad nyitóepizódjában. Gyakran van pénzzavarban, ilyenkor a fiúk pénzt kölcsönöznek neki.

## Családja
A 10. évad 1. részében a nézők megismerhetik édesapját, édesanyját. valamint testvérét Randalt.

## Érdekességek
Penny vezetéknevét a sorozatban sosem említik, de Chuck Lorre, a sorozat egyik alkotója állítólag egyszer említette, hogy valójában Barringtonnak hívják.
A sorozat pilot epizódjában a szomszéd lányt Katie-nek (Amanda Walsh) hívták és sokkal másabb volt, mint a későbbi Penny. A tesztvetítések után a forgalmazók kérték a forgatókönyvírókat, hogy dolgozzák át a karaktert. Katie-t végül Penny váltotta le, akivel a sorozat jobban működött.